# Flora Purim
Flora Purim (Rio de Janeiro, 6 maart 1942) is een Braziliaanse jazzzangeres.

## Biografie
Flora Purim is afkomstig uit een muzikale familie. Haar moeder was een Braziliaanse pianiste, die haar liefde voor jazzmuziek doorgaf aan haar dochter en haar in Roemenië geboren Joodse vader was violist en lette op een opvoeding in klassieke muziek. Op 4-jarige leeftijd begon ze klassieke piano te leren en op 12-jarige leeftijd akoestische gitaar. Begunstigd met stemomvang van zes octaven trad ze ook op als zangeres. In Rio de Janeiro was ze lid van het Quarteto Novo naast Airto Moreira en Hermeto Pascoal en had ze zelfs een eigen tv-programma. Ze is getrouwd met Moreira, bij wie ze percussie-onderricht had. Ze ging met hem in 1967 in de Verenigde Staten naar New York. Ze speelde met Stan Getz (1969) en toerde later met het orkest van Gil Evans, waar ze met drumklanken experimenteerde. Ze speelde ook met Cannonball Adderley (The Happy People, 1970, Lovers, 1975).
Tijdens de jaren 1970 werkte ze met Moreira mee in Chick Coreas band Return to Forever, waardoor ze internationaal bekend werd. In 1973 verlieten ze Corea, die zich volgens hen te veel in de richting van elektronische muziek bewoog. Bovendien gebruikte Corea haar stem overwegend instrumentaal, in een door uitvoerige repetities vastgelegde manier. In hetzelfde jaar verscheen haar eerste soloalbum Butterfly Dreams, waarop naast haar echtgenoot ook Stanley Clarke en Joe Henderson meespeelden. In 1974 formeerde ze samen met Moreira een eigen band, waarin o.a. Kei Akagi speelde.
In 1974/1975 zat ze wegens drugsverwijten 18 maanden in de cel. In 1971 werd tijdens een razzia cocaïne gevonden in de woning van een Braziliaanse vriend, waarbij ze woonde. Drie jaar later volgde de aanklacht en de veroordeling (ze kon net nog het album Stories to Tell afmaken). Weliswaar bekende ze tijdens een interview dat ze vanaf 1969 tot 1974 drugsverslaafd was geweest, echter niet met harddrugs. Ten gevolge van de veroordeling had ze twaalf jaar voorwaardelijk en kon ze vanaf 1985 weer onbelemmerd in de Verenigde Staten in- en uitreizen. De tijd in de cel in Terminal Island in Californië gebruikte ze om muziek te schrijven. In maart 1975 gaf ze daar een concert met o.a. Cannonball Adderley, dat werd uitgezonden door meerdere radiozenders. Tijdens haar gevangenisstraf bekommerde haar echtgenoot zich om de beide kinderen.
Na haar vrijlating bracht ze in 1976 het album Open Your Eyes You Can Fly uit met Moreira, Pascoal, Egberto Gismonti, Ron Carter en George Duke. Tijdens de jaren 1980 ondernam ze uitstapjes in verschillende muziekstijlen. Twee albums waarop ze meespeelt, kregen een Grammy Award: Live at the Royal Festival Hall van Dizzy Gillespie and the United Nation Orchestra en Planet Drum van Mickey Hart. Tijdens de jaren 1990 speelde ze in de latin jazzband Fourth World met Moreira, José Neto en Gary Meek. Bovendien werkte ze meermaals samen met muzikanten van het Britse remix-circuit.
Door haar samenwerking en vriendschap met Dizzy Gillespie ontdekte ze het Bahai-geloof, waartoe ze zich later bekeerde. 
Ze heeft veel connecties in het jazzcircuit (in een interview vertelde ze o.a. dat Horace Silver in haar woning in Rio zijn Song For my Father componeerde). Ze wordt vooral geadoreerd in haar geboorteland Brazilië.

## Privéleven
Haar dochter Diana Moreira-Booker is ook jazzmuzikante. Purim wijdde de titel Diana op Wayne Shorters Native Dancer aan haar. Reeds als klein kind was ze bij jazzopnamen van haar moeder erbij.

## Onderscheidingen
In 2002 kreeg ze de Braziliaanse Orde van Verdienste van Rio Branco.

## Discografie
- 1964: Flora é M. P. M.
- 1971: Gil Evans: Where Flamingos Fly (Artists House)
- 1972: Chick Corea: Return to Forever (ECM Records)
- 1973: Chick Corea & Return to Forever: Light as a Feather (Polydor Records)
- 1973: Santana: Welcome – Gesang auf Yours Is the Light (Columbia Records)
- ????: Live in Montreux
- 1973: Butterfly Dreams (Milestone Records)
- 1974: Stories to Tell (Milestone Records)
- ????: Fingers, samen met Airto Moreira
- 1976: 500 Miles High (Milestone Records)
- 1976: Open Your Eyes You Can Fly (Milestone Records)
- 1978: That’s What She Said (Milestone Records)
- 1978: Everyday Everynight (Warner Bros. Records)
- 1977: Nothing Will Be As It Was…Tomorrow (Bellaphon Records)
- 1977: Encounter (Milestone Records)
- 1980: Love Reborn (Milestone Records) (compilatie)
- 1985: Flora Purim & Airto: Humble People (Bellaphon Records)
- ????: The Magicians (Concord Records)
- 1988:  The Colours of Life (In + Out Records)
- 1988: The Midnight Sun (Virgin Records)
- 1995: Speed of Light (B.u.W. Music) (uit haar World Tour)
- 2000: Flora sings Milton Nascimento (Narada)
- 2001: Perpetual Emotion (Narada)